# Turks Head Bay
Die Turks Head Bay (englisch für Türkenhauptbucht) ist eine kleine Bucht auf der Westseite der antarktischen Ross-Insel. Sie liegt zwischen dem Tryggve Point und dem Turks Head.
Teilnehmer der Terra-Nova-Expedition (1910–1913) unter der Leitung des britischen Polarforschers Robert Falcon Scott benannten sie in Anlehnung an die deskriptive Benennung der gleichnamigen Landspitze.